# Finn Schiander
Finn Schiander (Oslo, 7 de maio de 1889 — Ringsaker, 7 de junho de 1967) foi um velejador norueguês, medalhista olímpico. Ele competiu nos Jogos Olímpicos de Verão de 1920 na classe 8 Metre e conquistou a medalha de prata na disputa realizada segundo as regras de 1919 a bordo do Lyn com Jens Salvesen, Lauritz Schmidt, Nils Thomas e Ralph Tschudi.
Em 1907, Schiander se formou e trabalhou na silvicultura em Oslo por dois anos. Depois de trabalhar brevemente em uma loja de artigos esportivos na Suíça, ele voltou para a Noruega em 1911. Lá ele trabalhou em Oslo na Hagen's Sports Shop, onde acabou se tornando chefe de departamento.